# Intex Osaka

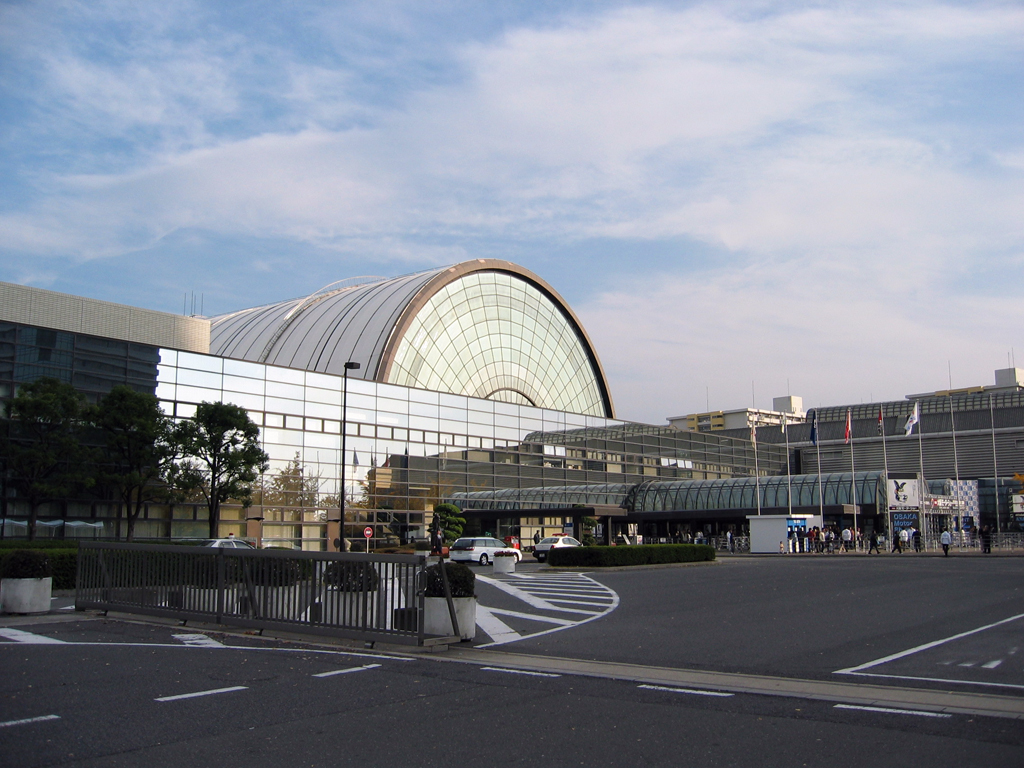
Az Intex Osaka bejárata

Az Intex Osaka (インテックス大阪; Hepburn: Intekkusu Ōsaka; International Exhibition Center (Nemzetközi Kiállítási Központ)) Japán, Oszaka városának Szuminoe-ku városrészében található kiállítási központ. Közel 70 000 négyzetméternyi kiállítóterével a harmadik legnagyobb a Tokyo Big Sight (Tokió Nemzetközi Kiállítási Központ) és a Makuhari Messe után.

## Főbb események
- Osaka Auto Messe
- Osaka Motor Show
- Pokémon Festa
- Dódzsinsi szokubaikai